# مياوداو (سيف)
مياوداو (بالصينية: 苗刀) هو داو أو سيف صيني ذو يدين من العصر الجمهوري ، بشفرة ضيقة ومقبض طويل ، وطول إجمالي يبلغ 1.2 متر (3 قدم 11 بوصة) أو أكثر . الاسم يعني "السيف المنبت"، ومن المفترض أنه يشير إلى التشابه بين السلاح والنبات النابت حديثًا. مرجع مبكر، في كتاب جين ييمينغ المنفرد للدفاع ، يربط بين المياوداو ووداو في عصر تشينغ ، بالإضافة إلى ذكر النسختين الفردية والثنائية من مياوداو، مما يشير إلى أن الاسم الموصوف في الأصل الشكل فقط، دون أي دلالات تتعلق بالحجم. في حين أن مياوداو هو سلاح حديث، فقد أصبح الاسم يُطبق على مجموعة متنوعة من السيوف الصينية الطويلة السابقة، مثل زانماداو وتشانغداو . جنبا إلى جنب مع داداو ، تم استخدام مياوداو من قبل بعض القوات الصينية خلال الحرب الصينية اليابانية الثانية .
في حين أن المياوداو نادرًا ما يُمارس في فنون الدفاع عن النفس الصينية الحديثة، فإن بعض مدارس بيجواكوان وتونغبيكوان ( في سلالة غوو تشانغشنغ) وشينغي تشيوان تتدرب باستخدام السلاح. غالبًا ما يُزعم خطأً أن المياوداو كان أحد الأسلحة التي تم تدريسها في الأكاديمية العسكرية المركزية في نانجينغ؛ كان السلاح المعني في الواقع سيف ضابط على الطراز الأوروبي، على الرغم من أن بعض المدارس اللاحقة ربما اعتمدت تقنيات مياوداو على هذا الشكل.
لا ينبغي الخلط بين "مياو" مياوداو ومجموعة مياو العرقية ، الذين لا يرتبطون بهذا السلاح.